# Кипро-российские отношения
Кипро-российские отношения — двусторонние дипломатические отношения между Республикой Кипр и Российской Федерацией.

## История

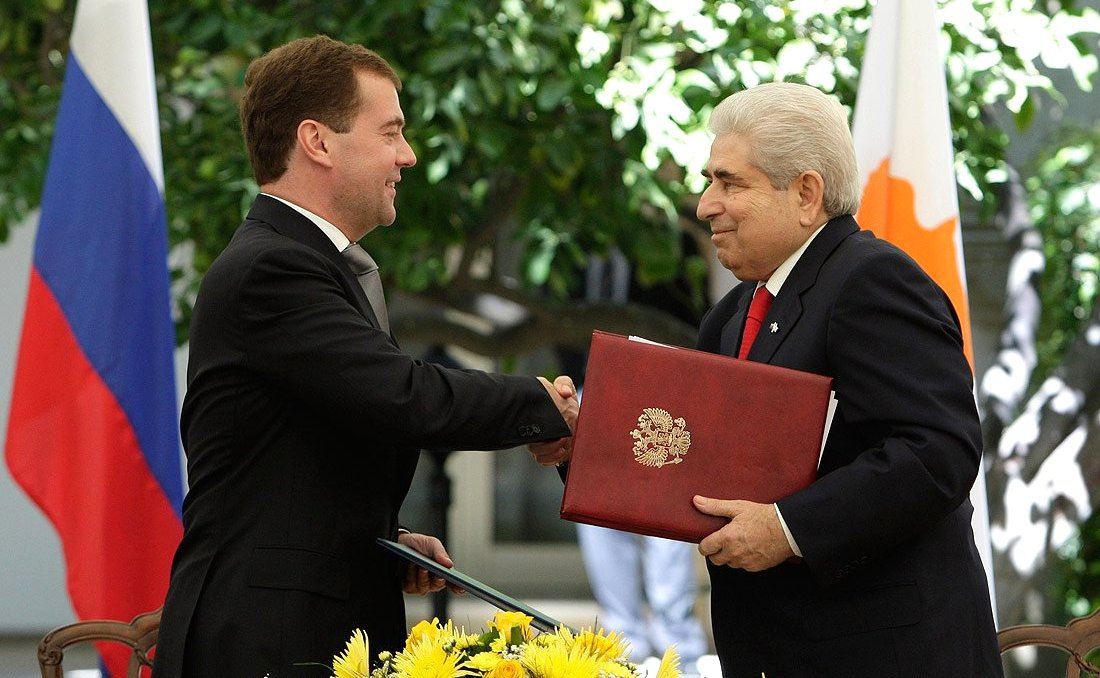
Президент России Дмитрий Медведев с Президентом Республики Кипр Димитрисом Христофиасом во время подписания совместных документов.

Отношения между СССР и Республикой Кипр поддерживались с 18 августа 1960 года. 7 апреля 1992 года Россия была признана Кипром в качестве правопреемника Советского Союза.
Российско-кипрские отношения традиционно дружественны, связи существуют вплоть до контактов между главами государств, которые встречаются как в рамках саммитов, так и совершают взаимные официальные визиты. 7 октября 2010 года Кипр впервые официально посетил российский президент. Контакты между странами развиваются также на уровне министерств (включая МИДы, министерства культуры) и парламентов. По состоянию на октябрь 2011 года, между странами действует двадцать три межгосударственных и межправительственных договора, которые регулируют двустороннее сотрудничество.
Широкое взаимодействие между Кипром и Россией осуществляется в торгово-экономической сфере. В 2010 году объём товарооборота между странами достиг 1,667 миллиарда долларов США. Кипр — одна из основных стран-инвесторов в Россию.
Согласно «Guardian», на начало 2012 года более 25 % всех банковских депозитов и примерно третья часть всех иностранных инвестиций на Кипре происходят из России.
Развиваются культурные связи, в том числе между русской и кипрской православными церквами. В Никосии с 1978 года работает Российский центр науки и культуры (ранее — Советский культурный центр, с 2021 года — «Русский дом») — одно из отделений Россотрудничества за рубежом.
17 апреля 2022 года греческая газета Катимерини сообщила об открытии Россией своего консульства в непризнанной Турецкой Республике Северного Кипра, о чём правительство Республики Кипр было уведомлено ещё в январе 2021 года. РФ призвала Республику Кипр с пониманием отнестись к данному шагу. Согласно источникам Катимерини, открытие консульства «направлено на обслуживание/защиту почти 15 000 российских граждан, постоянно проживающих» на территории ТРСК. Консульство начнёт функционировать в течение 2022 года, и Россия уже занимается поиском здания и персонала. По мнению издания, данное решение не имеет прямого отношения к военному вторжению России на Украину или связанной с последним позицией Никосии по общеевропейским санкциям в отношении РФ. Данный шаг, на фоне событий вокруг Украины, может затянуть образовавшийся конфуз между Москвой и Никосией.